# EMedicine
eMedicine är en medicinsk kunskapsdatabas som finns online och som grundades 1996 
av Scott Plantz och Richard Lavely, två läkare. Det är webb-baserat och består av kliniska översikter över sjukdomstillstånd skrivna av experter på området.
Det består av alla de stora ämnesområdena från alla 62 kliniska underspecialiteter vilket innefattar nästan all klinisk medicin.
Varje ämne är skriven av en grupp underspecialister från det område som artikeln placerats under och den har redigerats av ytterligare tre certifierade underspecialister samt en farmakologisk redaktör. Databasen läses av läkare från ungefär 120 länder och uppdateras regelbundet. Såldes i januari 2006 till företaget WebMD.